# 163e division d'infanterie (Allemagne)
Pour les articles homonymes, voir 163e division.
La  163e division d'infanterie  (en allemand : 163. Infanterie-Division ou 163. ID) est une des divisions d'infanterie de la Wehrmacht durant la Seconde Guerre mondiale.

## Création
La 163. Infanterie-Division est formée le 18 novembre 1939 sur les Truppenübungsplatz (terrains d'entrainement) de Döberitz et de Jüterbog dans le Wehrkreis III en tant qu'élément de la 7. Welle (7e vague de mobilisation).
Elle prend part à l'invasion de la Norvège et est utilisée en tant que force d'occupation jusqu'à l'été 1941. Elle était prévue comme division d'attaque pour l'opération Ikarus
Elle est transférée, en traversant la Suède neutre, vers la Finlande. On se souvient en Suède comme «Engelbrecht Divisionen", la Division Engelbrecht.
Elle reste sur la partie nord du front de l'Est jusqu'à la fin de 1944 quand elle revient en Norvège où elle reste pendant quelques mois avant d'être transférée en Allemagne.
Elle est détruite lors de la bataille de Schönfeld (près de Stargard) en mars 1945 et les éléments survivants sont utilisés le 1er avril 1945 dans la 3. Marine-Infanterie-Division (de) de la Kriegsmarine.

## Organisation

### Commandants
| Date                            | Grade                  | Commandant        |
| ------------------------------- | ---------------------- | ----------------- |
| 25 octobre 1939 - 15 juin 1942  | General der Artillerie | Erwin Engelbrecht |
| 15 juin 1942 - 28 décembre 1942 | General der Infanterie | Anton Dostler     |
| 29 décembre 1942 - 8 mars 1945  | Generalleutnant        | Karl Rübel        |

### Officiers d'opérations (Generalstabsoffiziere (Ia))
| Date                                 | Grade          | Commandant        |
| ------------------------------------ | -------------- | ----------------- |
| Novembre 1939 - Janvier 1940         | Oberstleutnant | Hugo Ewringmann   |
| Janvier 1940 - ? 1940                | Hauptmann      | Gerhard Michael   |
| 16 septembre 1940 - 1er juillet 1943 | Major          | Fritz Koehler     |
| 1er juillet 1943 - 10 mai 1944       | Oberstleutnant | Paul Übelhack     |
| 10 mai 1944 - ? 1945                 | Oberstleutnant | Klaus Brockelmann |

## Théâtres d'opérations
- Allemagne : octobre 1939 - Avril 1940
- Norvège : avril 1940 - Juin 1941
- Finlande et nord de la Russie : juin 1941 - Novembre 1944
- Norvège : novembre 1944 - Février 1945
- Nord de l'Allemagne : février 1945 - Mars 1945

## Ordres de bataille
1939
- Infanterie-Regiment 307
- Infanterie-Regiment 310
- leichte Artillerie-Abteilung 234

1943
- Infanterie-Regiment 307
- Infanterie-Regiment 310
- Infanterie-Regiment 324
- Artillerie-Regiment 234
- Pionier-Bataillon 234
- Feldersatz-Bataillon 234
- Panzerjäger-Abteilung 234
- Infanterie-Divisions-Nachrichten-Abteilung 234
- Kommandeur der Infanterie-Divisions-Nachschubtruppen 234